# Лавента
Взуттєва фабрика «Лавента» — підприємство у галузі легкої промисловості, розташоване у місті Черкаси і спеціалізується на виробництві взуття з натуральної шкіри.
Підприємство має декілька фірмових магазинів по місту.

## Історія
Підприємство було утворено 1997 року після реорганізації фабрики індивідуального пошиву та ремонту взуття «Ремвзуття», яке було найбільшим в області у сфері послуг. У 1980-ті роки фабрика мала свої філії у більшості районних центрів Черкащини, а кількість працівників становила понад 1 тисячу осіб. Лише у Черкасах працювало 6 ательє та головне підприємство. У 2000-их роках на фабриці було встановлено нову техніку, завезену з Італії та Німеччини, ручна праця залишається лише у швейному та розкрійному цехах.

## Продукція
Фабрика випускає як чоловіче, так і жіноче взуття із натуральної шкіри. Станом на 2013 рік фабрика випускала до 20 тисяч пар взуття, але в найкращі часи цифра сягала 30 тисяч пар за рік. Підприємство працює на натуральній сировині. Шкіра закупляється у Львові, Вознесенську та Києві, із-за кордону везеться з Туреччини, Південної Кореї та Італії.